# جامعة جنوب المسيسيبي
جامعة جنوب المسيسيبي هي جامعة بحثية حكومية يقع حرمها الجامعي الرئيس في هاتيسبورغ، الميسيسيبي. وهي معتمدة من قبل الرابطة الجنوبية للكليات والمدارس لمنح درجات البكالوريوس والماجستير والدكتوراه. تصنف الجامعة ضمن الأنشطة البحثية المرتفعة جدًا.
أُسِّسَتِ الجامعةُ في 30 مارس 1910، وهي مؤسسة ثنائية الحرم الجامعي، يقع حرمها الرئيس في هاتيسبرج وحرمها الكبير الآخر (جلف بارك) في لونغ بيتش. لديها خمسة مواقع تعليمية وبحثية إضافية بما في ذلك مركز جون سي ستينيس الفضائي ومختبر أبحاث ساحل الخليج.